# Céline Brulin
Céline Brulin, née le 4 mars 1970, est une femme politique française.
Membre du Parti communiste français, elle est conseillère régionale de Haute-Normandie puis de Normandie et sénatrice de la Seine-Maritime.

## Biographie
Céline Brulin est titulaire d'un diplôme d'architecte.
Elle est la collaboratrice parlementaire de Jean-Paul Lecoq de 2007 à 2012. 

### Conseillère municipale
Céline Brulin est élue conseillère municipale de Bolbec en 2008 et réélue en 2014 au 1er tour. Après son entrée au Sénat en juin 2018, elle démissionne de son mandat de conseillère municipale pour être en conformité avec la loi sur le non-cumul des mandats.

### Conseillère régionale
Élue au conseil régional de Haute-Normandie en 2010, elle est nommée vice-présidente déléguée à la santé, à la prévention et au handicap. Elle est  présidente du groupe des élus communistes et secrétaire de la fédération du PCF de Seine-Maritime.
Elle est réélue conseillère régionale en 2015. Elle est présidente du groupe des élus communistes et Front de gauche et membre de la Commission Permanente.

### Sénatrice
Le 1er juin 2018, elle devient sénatrice de la Seine-Maritime à la suite de la démission de Thierry Foucaud.
Inscrite au groupe communiste, républicain, citoyen et écologiste (CRCE), elle fait partie de la commission de la culture, de l'éducation et de la communication.
En octobre 2019, elle est désignée membre de la commission d'enquête sur les conséquences de l'incendie de Lubrizol à Rouen.
Elle est élue pour un nouveau mandat lors des élections sénatoriales du 24 septembre 2020.